# Kool Spice
Kool Spice es un álbum realizado por la banda de rock japonés The Pillows el 2 de julio de 1994. Es el primer álbum de la banda realizado con la discográfica King Records, y tiene arreglos de géneros musicales como el Rock alternativo y toques de Jazz ya que el bajista original de la banda, Kenji Ueda, la dejó al terminar la grabación de su anterior disco, White Incarnation, por razones desconocidas, Tatsuya Kashima apoyó a la banda sustituyendo el puesto que quedó libre. Así, quedando el trío original de la banda, Sawao Yamanaka (Voces y Guitarra), Manabe Yoshiaki (guitarra Principal) y Sato Shinichiro (batería), como imagen de portada del álbum

## Lista de canciones
1. "Monochrome Lovers" (モノクロームラバーズ) – 3:55
2. "Be Careful of Love Spies" (恋のスパイに気をつけろ) – 3:27
3. "Twilight Park Waltz" (公園～黄昏のワルツ～) – 3:34
4. "Sha-La-La-Lla" – 4:47
5. "Toy Doll" – 3:34
6. "Naked Shuffle" – 3:49
7. "In Front of a Locked Door" (開かない扉の前で) – 6:26

## Outtakes
- Anohi to Onaji Sora no Shita De
- Angel Fish (Old version found on "The Pillows Presents Special CD" single)
- Kimi to Futari

- Datos: Q6119763